# Herb powiatu myszkowskiego

Herb powiatu myszkowskiego w latach 2000-2013

Herb powiatu myszkowskiego – jeden z symboli powiatu myszkowskiego, ustanowiony 27 września 2000, ze zmianą 27 listopada 2013.

## Wygląd i symbolika
Herb przedstawia na tarczy w polu czerwonym zwrócone ku sobie głowy orłów. Po lewej głowa orła krakowskiego - srebrna w złotej koronie ze złotym dziobem, z prawej cieszyńskiego - złota w złotej koronie nad zamkiem srebrnym, nawiązujący do Orlich Gniazd.